# Kerblam !
Kerblam ! (Kerblam!) est le septième épisode de la onzième saison de la seconde série télévisée britannique Doctor Who. Il est diffusé le 18 novembre 2018 sur la chaîne de télévision britannique BBC One.

## Distribution
Sauf indication contraire, les informations mentionnées dans cette section peuvent être confirmées par la base de données cinématographiques IMDb,  présente dans la section « Liens externes ».
- Jodie Whittaker : Treizième Docteur
- Mandip Gill : Yasmin Khan
- Tosin Cole : Ryan Sinclair
- Bradley Walsh : Graham O'Brien
- Julie Hesmondhalgh (en) : Judy Maddox
- Lee Mack : Dan Cooper
- Claudia Jessie : Kira Arlo

## Accroche
Dans un colis livré par le service Kerblam, le Docteur trouve un message d'appel à l'aide. Elle n'hésite pas à se faire engager dans le personnel de l'entreprise, majoritairement gérée par des automates. Les quelques employés humains disparaissent les uns après les autres et le Docteur veut connaitre le fin mot de l'histoire.

## Résumé
Le Treizième Docteur et ses compagnons se rendent sur le site de Kerblam, un service d'achat en ligne à l'échelle de la galaxie, composé d'entrepôts automatisés et d'une main-d'œuvre essentiellement robotique appelée "TeamMates". Sous couvert d'être de nouveaux employés, le groupe tente de découvrir qui leur a envoyé une livraison avec un appel à l'aide. Ils apprennent rapidement de leurs nouveaux collègues - Dan Cooper, la tête d'affiche de l'entreprise, Kira Arlo, membre de l'équipe d'expédition, et Charlie Duffy, un ouvrier d'entretien qui aime Kira - que le personnel disparaît depuis quelques mois, et que l'entreprise a une forte culture de la productivité. Lorsque Dan disparaît alors qu'il cherche une commande, le docteur soupçonne que quelque chose ne va pas avec l'intelligence artificielle et la main-d'œuvre automatisée de l'entreprise.
Les deux responsables des ressources humaines, Judy Maddox et Jarva Slade, nient rapidement toute implication lorsqu'ils sont confrontés à ces disparitions. Lorsque Kira est enlevée, le Docteur la suit jusqu'à l'étage d'emballage et de livraison entièrement automatisé, ce qui permet au groupe d'accéder au sous-sol. Après avoir trouvé les restes de la main-d'œuvre disparue et une armée de TeamMates tenant des colis, le Docteur utilise un modèle précoce de TeamMate pour parler avec l'IA de Kerblam. Elle apprend rapidement qu'elle l'a appelée à l'aide directement, après avoir soupçonné que quelque chose n'allait pas avec son personnel. Lorsque Yasmin, Ryan et Charlie révèlent qu'ils ont vu Kira mourir en jouant avec du papier bulle, le Docteur découvre que quelqu'un a fait de ce matériau une arme, dans l'intention de l'utiliser sur les clients de Kerblam.
Charlie admet rapidement être le coupable, expliquant que la mort de Kira ne faisait pas partie de ses plans. Il révèle que son but était d'empêcher l'automatisation rampante qui rendrait la main-d'œuvre humaine superflue. En accédant à l'entreprise, Charlie a utilisé le personnel manquant comme sujets de test pour son papier bulle armé. Il avait l'intention de l'utiliser sur les clients de l'entreprise, sachant que la responsabilité des morts soudaines serait attribuée à l'automatisation et à un manque de diligence humaine. Réalisant que l'IA de l'entreprise a tué Kira pour faire comprendre à Charlie la gravité de ses actes, le Docteur reprogramme les coéquipiers pour qu'ils se livrent à eux-mêmes et fassent éclater le papier bulle. Alors que les autres partent, Charlie reste et périt dans la destruction de l'étage. À la suite de l'incident, Maddox et Slade entreprennent de reconstruire Kerblam avec une main-d'œuvre essentiellement humaine.

### Continuité
- Au début de l'épisode, le Docteur reçoit un fez, qui avait été commandé par le Onzième Docteur.
- Le Docteur mentionne avoir rencontré Agatha Christie et avoir eu affaire à une guêpe, ce qui eut lieu dans Agatha Christie mène l'enquête.
- Le Docteur réutilise l'Aïkido vénusien pour paralyser un agresseur, technique déjà vues dans Le Monument fantôme et L'Éternité devant soi.

## Production et diffusion

### Diffusion
Kerblam ! est diffusé pour la première fois en France le 22 novembre 2018 sur France 4, en version originale sous-titrée à 22 h 50 ainsi que le 27 janvier 2019 à 19 h 15 pour la version française.